# Association européenne de canoë

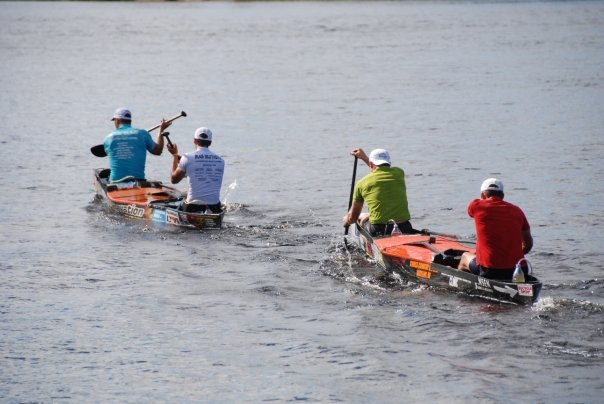
Image de la course édition 2009 "Classique internationale de canots de la Mauricie"

L'Association européenne de canoë (en anglais : European Canoe Association, ou ECA) est la fédération européenne de canoë-kayak.
Elle organise, entre autres, le championnat d'Europe de kayak-polo.
Les langues officielles de l'ECA sont l'anglais, l'allemand, et le français.